# Bravo Girl
Bravo Girl (Eigenschreibweise: BRAVO GiRL!) war ein Jugendmagazin für Mädchen, das von 1988 bis 2023 von der Bauer Media Group herausgegeben wurde.

## Geschichte
Die Zeitschrift kam 1988 als Ableger der Zeitschrift Bravo auf den Markt. Im Mai 2015 wurde die Erscheinungsfrequenz von zweiwöchentlich auf monatlich umgestellt. Nach der Auflösung der Münchener Redaktion zum 1. Januar 2021 wurden die Inhalte vom Kölner Redaktionsbüro Wipperfürth bezogen. Im Mai 2023 erschien die letzte Ausgabe.

## Zielgruppe
Bravo Girl sollte Mädchenthemen behandeln, welche in der Praxis etwa die Pubertät aus Sicht von Mädchen, Mode und Lebensstil sind. Die Farbgestaltung mit großem Anteil von Pastelltönen sollte ebenfalls besonders Mädchen ansprechen. Die Zeitschrift wendete sich an die Zielgruppe der zwischen 12- und 17-Jährigen. Markenzeichen waren beiliegende Accessoires und Poster.

## Auflage

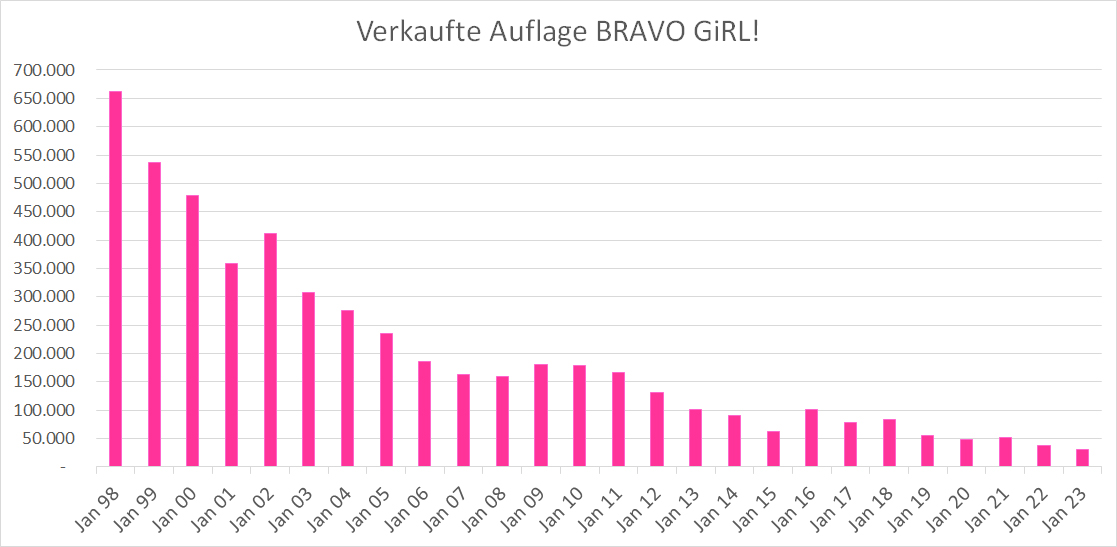
Verkaufte Auflage 1998 – 2023, jeweils Januar

Bravo Girl gehörte zu den deutschen Zeitschriften mit den größten Auflagenverlusten der vergangenen Jahre.
Im Jahr 1998 betrug die verkaufte Auflage etwa 700.000 Exemplare. 2002 verkaufte der Verlag über 400.000 Hefte, im ersten Quartal 2007 etwa 162.000. Die erste Ausgabe des Jahres 2023 wurde etwa 30.000 mal verkauft.
Um dem Rückgang von Verkaufszahlen entgegenzuwirken, erfolgte im Mai 2006 ein Relaunch der Zeitschrift. Im Juni 2007 erfolgte ein weiterer Relaunch, welcher eine Änderung der Formatgröße sowie ein qualitativ hochwertigeres Cover beinhaltete.

## Kritik
Der Bravo Girl wurde unter anderem von Astrid Rothe-Beinlich – frauenpolitische Sprecherin von Bündnis 90/Die Grünen – und der Grünen Jugend vorgeworfen, in ihrer Ausgabe 25 aus dem November 2007 sexistische und menschenverachtende Witze veröffentlicht zu haben.
Die taz warf Bravo Girl vor, die Darstellung von Jungen weitestgehend auf Ästhetizisten und solche, die Mädchen als Sexobjekte sehen, zu beschränken.
Feministinnen wie z. B. Alice Schwarzer, Ursula Lebert oder Conny Hermann warfen „Bravo Girl“ vor, durch die Wahl der Themen und Fokussierung auf Äußerlichkeiten die Leserinnen zu unkritischen, unpolitischen und egozentrischen jungen Frauen zu machen.